# John Seasman
John Seasman (Liverpool, 21 febbraio 1955) è un ex calciatore inglese, di ruolo centrocampista.

## Carriera
Esordisce tra i professionisti nella stagione 1972-1973, all'età di 17 anni, con il Tranmere, club della terza divisione inglese; dopo complessive 17 partite in tre anni (tutte in questa categoria) viene ceduto al Luton Town, con cui nella stagione 1975-1976 mette a segno 2 reti in 8 presenze in seconda divisione. Trascorre poi un quadriennio (dal 1976 al 1980) giocando stabilmente da titolare ai londinesi del Millwall, con cui mette a segno in totale 35 reti in 158 partite di campionato, divise tra seconda e terza divisione (in particolare, dal 1976 al 1979 gioca in seconda divisione, mentre nella stagione 1979-1980 gioca in terza divisione).
Nell'estate del 1980 viene ceduto insieme al compagno di squadra Tony Towner al Rotherham Utd, con cui prima vince la Third Division 1980-1981 e poi gioca per due stagioni consecutive in seconda divisione, seguite da un'ulteriore stagione (la 1983-1984) in terza divisione, per un totale di 100 presenze e 25 reti in partite di campionato con i Millers. Nell'estate del 1984 si accasa poi ai gallesi del Cardiff City, con cui realizza 2 reti in 12 partite di campionato nella seconda divisione inglese, per poi passare in prestito al Rochdale in quarta divisione ed infine concludere la stagione con 10 presenze ed una rete sempre in quarta divisione al Chesterfield. Tra il 1985 ed il 1988 gioca infine le sue ultime stagioni da professionista, mettendo a segno in totale 4 reti in 87 partite con la maglia del Rochdale, in quarta divisione, arrivando così ad un bilancio totale in carriera di 400 presenze e 69 reti nei campionati della Football League.
Il suo ritiro vero e proprio arriva tuttavia solamente tre anni più tardi, nel 1992, all'età di 37 anni: trascorre infatti le stagioni dal 1989 al 1992 giocando con vari club semiprofessionistici inglesi.

## Palmarès

### Club

#### Competizioni nazionali
- Third Division: 1

Rotherham United: 1980-1981